# Chad Hennings

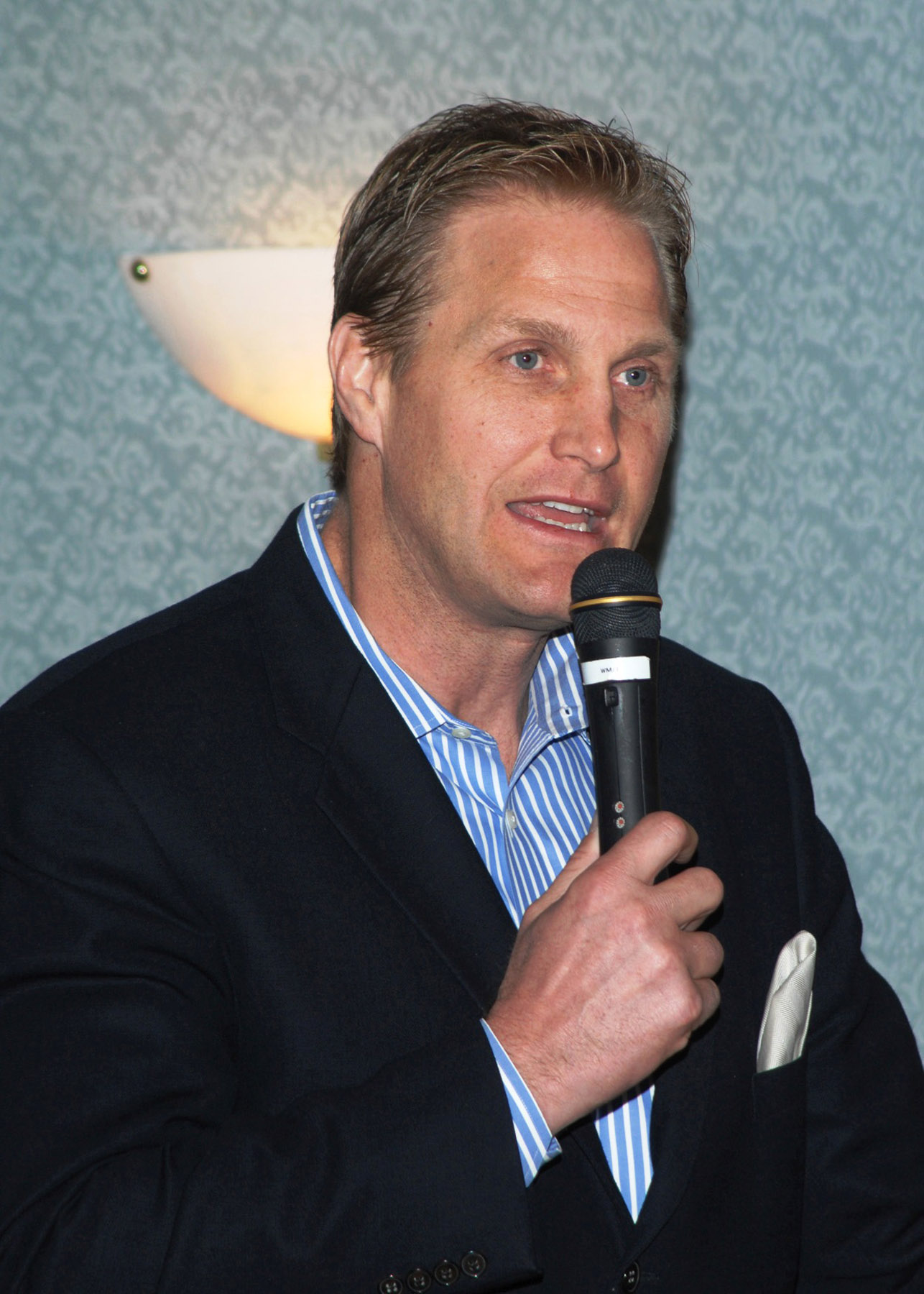
Imagem do ex-jogador de futebol americano estadunidense Chad Hennings.

Chad Hennings é um ex-jogador profissional de futebol americano estadunidense que foi campeão da temporada de 1993 da National Football League jogando pelo Dallas Cowboys.